# Phronia cornuta
Phronia cornuta är en tvåvingeart som beskrevs av Carl Erik Lundström 1914. Phronia cornuta ingår i släktet Phronia, och familjen svampmyggor. Arten är reproducerande i Sverige.